# Малое Субботино
Малое Субботино — микрорайон в составе Индустриального района Перми.

## География
Микрорайон расположен к югу от микрорайона Балатово у правого берега реки Мулянка напротив микрорайона Субботино.

## История
В XVIII-XIX веках существовала деревня Малая Суботина, ныне это микрорайон Кокорята. Впервые территория нынешнего микрорайона показана как составная часть города на туристической схеме Перми в 1988 году. Ныне представляет собой зону частной застройки при отсутствии социально значимых объектов, если не считать точку сбора мусора как для описываемого микрорайона, так и соседнего Субботино.